# 란치아 델타 S4
란치아 델타 S4(Lancia Delta S4)는 이탈리아의 자동차 제조사인 란치아가 제조한 그룹 B 랠리 자동차이다. 아바르트의 프로젝트 코드인 SE038로도 알려져 있다. 월드 랠리 챔피언십 1985년, 1986년 시즌에 출전하여 FIA에 의해 그룹 B가 폐지될 때까지 사용되었다. 델타 S4는 란치아 랠리 037를 대체하는 후계 기종으로 만들어졌으며 미드십 엔진과 접지력을 확보하기 위한 4륜 구동으로 구성되었다. 총 28대의 차체가 만들어졌다.